# Nicolas-François Boreau-Lajanadie
Nicolas-François Boreau, sieur de Lajanadie, est un homme politique français né le 19 août 1761 à Confolens et mort le 1er octobre 1816 à Confolens.

## Biographie
Nicolas-François Boreau de Lajanadie est le fils d'Étienne Boreau, sieur de Lajanadie, et d'Anne Peyraud du Repaire. Marié à  Françoise Suzanne Duboys de Villechaise, nièce de François Pougeard du Limbert, il est le grand-père de Charles Boreau-Lajanadie.
Il devient avocat en parlement, puis procureur-syndic du district de Confolens. Juge au tribunal civil de Confolens, il est député de la Charente de 1801 à 1802.

## Sources
- « Nicolas-François Boreau-Lajanadie », dans Adolphe Robert et Gaston Cougny, Dictionnaire des parlementaires français, Edgar Bourloton, 1889-1891 [détail de l’édition]